# Twierdzenie Blichfeldta
Twierdzenie Blichfeldta – twierdzenie geometrii kombinatorycznej opublikowane w 1914 przez duńskiego matematyka, Hansa Fredericka Blichfeldta, które jest rozszerzeniem twierdzenia Minkowskiego o punktach kratowych; w szczególności twierdzenie Minkowskiego daje się wyprowadzić z twierdzenia Blichfeldta.

## Twierdzenie
Niech {\displaystyle f_{1},\dots ,f_{d}} będzie bazą w {\displaystyle \mathbb {R} ^{d}} oraz niech
{\displaystyle \Gamma =\mathbb {Z} f_{1}+\ldots +\mathbb {Z} f_{d}}
będzie kratą generowaną przez {\displaystyle f_{1},\dots ,f_{d}.} Jeżeli {\displaystyle A} jest takim zbiorem mierzalnym w {\displaystyle \mathbb {R} ^{d},} że
{\displaystyle \mathrm {vol} _{d}(A)>\mathrm {vol} _{d}(G_{\Gamma }),}
gdzie {\displaystyle \mathrm {vol} _{d}(G_{\Gamma })} oznacza {\displaystyle d}-wymiarową miarę Lebesgue’a (objętość) równoległościanu generowanego przez wektory {\displaystyle f_{1},\dots ,f_{d},} to istnieją takie dwa różne punkty {\displaystyle a,b\in A,} że
{\displaystyle a-b\in \Gamma .}

## Literatura dodatkowa
- C.D. Olds, Anneli Lax, Giuliana Davidoff, Giuliana P. Davidoff, The Geometry of Numbers, Cambridge University Press, 2000.